# Elbrus

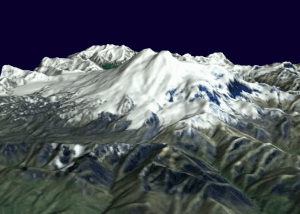
Elbrus 3D. Kliknij, aby zobaczyć animację.

Elbrus (ros. Эльбрус Elbrus, karaczajsko-bałkarski Минги тау Mingi tau) – najwyższy szczyt Kaukazu o wysokości 5642 m n.p.m. Położony jest na terenie Kabardo-Bałkarii w Rosji niedaleko granicy z Gruzją. Jest najwyższym szczytem Rosji. W zależności od interpretacji przebiegu granicy Europa-Azja jest zaliczany do Korony Ziemi jako najwyższy szczyt Europy.

## Nazwa
Nazwa pochodzi prawdopodobnie z języka perskiego i powstała jako przestawka słowa „Alborz”. Słowo to ma źródło w nazwie mitologicznej perskiej góry  – Harā Bərəzaitī (w  swobodnym tłumaczeniu – wysoki strażnik, wartownik). Szczyt posiada też określenia w językach narodów zamieszkujących jego okolice. Nazwa karaczajsko-bałkarska Mingi tau oznacza Wieczną Górę, a kabardyjska Ιуэщхьэмахуэ Oszchamacho – „Górę Szczęścia", „Górę Światła", „Błogosławioną Górę". Liczne określenia góry przytacza Julius von Klaproth (Travels in Caucasus and Georgia. Performed in the Years 1807 and 1808): tatarskie Jalduss, ormiańskie Jalbus i rosyjskie Schat-gora. Współcześni, odnosząc się do kształtu Elbrusu, nadali mu przydomek „piersi dziewicy” - używany potocznie głównie przez turystów odwiedzających region.

## Charakterystyka
Masyw Elbrusu leży na północ od granicy głównej Kaukazu. Istnieje od ponad 2 mln lat. Jest drzemiącym wulkanem, którego ostatni okres aktywności miał miejsce ok. połowy I w. n.e., jednak działalność post-wulkaniczna jest nadal notowana. Zdarzają się wyrzuty gazów i przebijanie się na powierzchnię źródeł wód mineralnych. Wyziewy siarkowodoru były notowane nawet w okolicach skał Pastuchowa (1 km poniżej szczytu) i można czasem poczuć jego charakterystyczną woń. Miejsca te są szczególnie widoczne zimą, kiedy podgrzane gazy drążą w śniegu dobrze widoczne jamy. Dookoła masywu występują liczne mineralne źródła termalne o temperaturze do 21 stopni.
Zbudowany jest z zastygłych law andezytowych, obecnie prawie w całości pokrytych lodowcami, o łącznej powierzchni około 138 km², oraz wiecznym śniegiem (powyżej wysokości 3700–4000 m n.p.m.). Jest o ok. półtora kilometra wyższy od najwyższych otaczających go szczytów.
Masyw Elbrusu wyróżnia się charakterystyczną sylwetką o dwóch kopulastych wierzchołkach, odległych od siebie o ok. 3 km:
- zachodnim (wyższym) – 5642 m n.p.m.
- wschodnim – 5621 m n.p.m.

Elbrus przedstawiany i zdobywany jest najczęściej od strony południowej z otaczających go od tej strony miejscowości, przez co wyższy wydaje się być szczyt wschodni. Jest to jednak złudzenie.
Wierzchołki rozdzielone są szerokim płaskim siodłem o wysokości ok. 5300 m n.p.m. 1 września 2010 na przełęczy na wysokości 5375 m n.p.m. otwarto schron RedFox w kształcie igloo. 28 października 2010 poszycie schronu zostało zerwane. Schron nie został naprawiony.
W październiku 2013 na drodze normalnej na wysokości 3912 m n.p.m. otwarto ekologiczny hotel LEAPrus3912. Zbocza w okolicy drogi normalnej, pomimo licznych akcji sprzątających wolontariuszy, pozostają jednak od lat zaśmiecone w stopniu nieznanym w innych górach wysokich.
Okolice Elbrusu wraz ze szczytem znajdują się na terenie Parku Narodowego „Przyelbrusie”

## Historia
Jako pierwszy wysokość Elbrusu zmierzył astronom Wincenty Wiszniewski, określając ją na 17 788 stóp (5422 m).
Niższy, wschodni wierzchołek po raz pierwszy zdobył najprawdopodobniej kabardyjski góral Killar Chaszirow 22 lipca 1829. Pierwszym Europejczykiem, który stanął na tym wierzchołku, był w 1868 r. brytyjski alpinista Douglas William Freshfield (z bałkarskim przewodnikiem Achiją Sottajewem). Wierzchołek zachodni po raz pierwszy zdobyli 20 lipca 1874 r. brytyjscy alpiniści Frederick Gardiner, Craufurd F. Grove i Horace Walker w towarzystwie Petera Knubla, szwajcarskiego przewodnika z Zermatt. Drugiego wejścia na ten wierzchołek dokonał węgierski wspinacz Mór Déchy ze szwajcarskimi przewodnikami Alexandrem Burgenerem i Peterem Ruppenem oraz młodym miejscowym góralem o imieniu Molej z Urusbije.
Przez pewien czas II wojny światowej Elbrus był uważany za najwyższy szczyt III Rzeszy, po tym, jak masyw został zajęty przez armię niemiecką (1 Dywizja Górska i 4 Dywizja Górska). 21 sierpnia 1942 na zachodnim wierzchołku ustawiono flagi nazistowskie. Elbrus pozostał pod okupacją niemiecką do początku stycznia 1943. 13 lutego na zachodnim, a 17 lutego 1943 na wschodnim wierzchołku zostały zatknięte flagi sowieckie.
Pierwszym Polakiem na Elbrusie był w 1956 r. Jerzy „Druciarz” Rudnicki.
W sierpniu 1967 r. na wschodni wierzchołek Elbrusu wjechał motocyklem radziecki inżynier i mistrz sportu Anatol Derberaszewskij.
W roku 2009 uruchomiono kolej linową. W 2011 ze względu na atak terrorystyczny grupy Dżamaat Baksański, kierowanej przez Kazbeka Taszujewa, kolej była nieczynna. W nocy z 18 na 19 lutego 2011 na wysokości 3470 metrów wysadzony został jeden ze słupów nośnych, 30 z 45 wagoników spadło na ziemię. Według informacji podanych przez milicję rosyjską, nikomu nic się nie stało. Zdetonowany ładunek miał siłę rażenia 2 kg trotylu. W przeddzień zamachu zamordowano trójkę turystów z Moskwy jadących w kierunku Elbrusu z lotniska w Mineralnych Wodach. Z powodu tych wydarzeń od 20 lutego do 5 listopada 2011 w rejonie Elbrusu (cały rejon elbruski i część rejonu baksańskiego Republiki Kabardyńsko-Bałkarskiej) obowiązywał stan operacji antyterrorystycznej, utrudniający ruch turystyczny.

## Turystyka
Góra jest celem wypraw alpinistów, narciarzy i turystów. Ułatwieniem w przemieszczaniu się jest kolejka linowa do tzw. beczek (cysterny po paliwie zaadaptowane na schronisko, 3708 m n.p.m.), której drugi odcinek (po przesiadce) dociera do wysokości 3850 m n.p.m.

### Elbrus Race
Pierwszy bieg na Elbrus odbył się w 1990 roku. Rywalizowali wówczas alpiniści radzieccy z amerykańskimi. Wygrał go Anatolij Bukriejew. Trasę Priut 11 (4050 m n.p.m.) – wschodni (niższy) wierzchołek Elbrusu (5621 m n.p.m.) pokonał w czasie 1 godziny i 47 minut. Drugi był Kevin Cooney, a trzeci Patrick Healy.
Regularnie zawody zaczęły się odbywać od roku 2005. Do wyboru są dwie trasy: klasyczna i ekstremalna. W 2006 roku na trasie ekstremalnej polana Azau (2400 m n.p.m.) – zachodni wierzchołek Elbrusu (5642 m n.p.m.) Denis Urubko wygrywając ustanowił rekord tej trasy z czasem 3 godziny 55 minut 59 sekund.
Na bieg 24 września 2010 w ramach programu Artura Hajzera „Polski Himalaizm Zimowy 2010–2015” PZA wysłał 13-osobowy zespół. Na trasie ekstremalnej wygrał Polak Andrzej Bargiel, ustanawiając nowy rekord trasy – 3 godziny 23 minuty 37 sekund. W kategorii kobiet na tej trasie wygrała Polka Aleksandra Dzik, zostając jednocześnie pierwszą kobietą, która ukończyła bieg na trasie ekstremalnej.
W drugiej dekadzie XXI wieku zawody odbywają się dwa razy w roku: w czerwcu i wrześniu. We wrześniu 2015 Polka Anna Figura ustanowiła rekord na trasie ekstremalnej w kategorii kobiet – 4 godziny 22 minuty 10 sekund, druga była także Polka – Anna Tybor.